# Мы (роман)
«Мы» — роман-антиутопия Евгения Замятина, написанный в 1920 году. В СССР не печатался до 1988 года, потому что считался «идеологически враждебным» и «клеветническим». Повлиял на творчество многих известных писателей XX века, в том числе на Олдоса Хаксли, Джорджа Оруэлла, Рэя Брэдбери, Курта Воннегута и Владимира Набокова.
Действие разворачивается приблизительно в тридцать втором веке. Этот роман описывает общество жёсткого тоталитарного контроля над личностью (имена и фамилии заменены буквами и номерами, государство контролирует даже интимную жизнь), идейно основанное на тейлоризме, сциентизме и отрицании фантазии, управляемое «избираемым» на безальтернативной основе «Благодетелем».

## Сюжет
Роман построен как дневник одной из ключевых фигур гипотетического общества будущего. Это гениальный математик и один из строителей новейшего достижения технической мысли — космического корабля «ИНТЕГРАЛ». Государственная Газета призвала всех желающих внести вклад в написание послания жителям далёких планет, которые должны встретиться будущему экипажу «ИНТЕГРАЛА». В послании должна быть заложена агитация за создание на их планете такого же блистательного, абсолютного и совершеннейшего общества, какое уже создано в лице Единого Государства на Земле. Как сознательный гражданин Д-503 доходчиво и подробно описывает жизнь при тоталитаризме на примере своей собственной. В начале он пишет так, как обычно мыслит человек, пребывающий в блаженном неведении относительно любого другого образа жизни и общественного строя, кроме заведённого властями в его стране. Очевидно, что Единое Государство существует в незыблемом виде вот уже не одну сотню лет; и вроде бы всё выверено с безошибочной точностью. «Зелёная Стена» отделяет гигантский город-государство от окружающей природы; «Часовая Скрижаль» минута в минуту регулирует режим общества; все квартиры абсолютно одинаковы со своими стеклянными стенами и аскетическим набором мебели; действует закон «розовых билетов» и «сексуального часа», который гарантирует право каждого на каждого (чтобы ни у кого не было ни малейшей привязанности ни к кому); «Бюро Хранителей» обеспечивает госбезопасность и в случае казни уничтожает преступника с помощью особой машины мгновенно, путём превращения в лужицу воды; всемогущий правитель, называемый «Благодетелем», избирается единогласно на безальтернативной основе; искусство всецело служит делу прославления Единого Государства.
С самого начала видно, что государство всё-таки не смогло полностью вытравить из людей человеческое. Так, по-прежнему существует привязанность к близким. В частности, главный герой предпочитает проводить свои «сексуальные часы» с О-90 (О-XC римскими цифрами) — розовощёкой, пышнотелой и невысокой девушкой, которая и сама не стремится подавать заявку на кого-то, кроме Д-503. Однако и у неё есть ещё один половой партнёр — поэт R-13 (один из успешнейших пропагандистов Единого Государства, который пишет и публично читает свои красноречивые стихи, кристально выверенные с точки зрения официальной идеологии; XIII римскими цифрами). Но они с Д-503 дружат, и в своём дневнике главный герой называет О и R своей семьёй.
После встречи с женским нумером I-330 (худая темноглазая актриса с «необычайно белыми и острыми зубами»; работа её заключается, например, в живой игре на инструментах, чтобы просвещать нумеров, привыкших к той музыке, которую по программам пишут музыкальные машины; а также в изображении различных персонажей пропагандистских пьес; I-CCCXXX римскими цифрами) жизнь Д сильно меняется. С первого знакомства с ней герой чувствует неосознанную угрозу своей прежней жизни. I-330 проявляет настойчивость, и их встречи происходят всё чаще — в том числе в неположенное время (когда все на работе). Нарушает герой по магнетической воле I и другие законы Единого Государства: в «Древнем Доме» (музей под открытым небом — сохранённая в первозданном виде квартира XX века) она даёт ему попробовать алкоголь и табак (в Едином Государстве любые вызывающие привыкание вещества строжайше запрещены). В ходе дальнейшего общения с ней главный герой понимает, что влюбился абсолютно в «древнем» понимании слова — «не может жить без неё», повинуется её указаниям, хотя для него очевидна их преступность (по законам Единого Государства). Она признаётся, что работает в интересах революции. На восклицание героя, что последняя революция случилась давно и привела к становлению Единого Государства, I горячо возражает, что последней революции не может быть, как и последнего числа. Выясняется, что не только старуха — сотрудница музея, но и врач (и даже кое-кто из Хранителей!) покрывают революционеров. Все эти нумера так или иначе способствуют встречам Д с I.
О внезапно является к Д без билетика и требует дать ей ребёнка (в Едином Государстве — «детоводство», дети обучаются в школах, где учителя — роботы; каждый взрослый, имеющий право на детей, должен соответствовать определённым «Отцовской и Материнской Нормам», а О — «сантиметров на 10 ниже»). О-90 беременеет от Д-503, заранее зная, что её ждут пытки и казнь.
Потрясённый ещё недавно казавшимися немыслимыми событиями последнего времени, Д-503 решает обследоваться у врачей — и в итоге выясняется, что у него, по словам психотерапевта из Медицинского Бюро, «образовалась душа». Причём врач отмечает, что в последнее время таких случаев становится всё больше. Между тем I-330 поверяет Д тайны революции. Она ведёт его за Зелёную Стену, где, как выясняется, тоже живут люди — поросшие неестественно длинными волосами «дикари». Так произошло вследствие исторического развития Земли, когда установлению Единого Государства предшествовала Великая Двухсотлетняя война. Тогда от голода, болезней и непосредственно в ходе военных действий вымерли миллиарды людей. Последние несколько миллионов приспособились к принципиально новой жизни, когда даже пища является продуктом перегонки нефти и в виде одинаковых кубиков распределяется между всеми поровну. Расы перестали существовать, и лишь отдельные антропологические черты выдают в нумерах те или иные черты предков. Например, Д-503 имеет повышенное оволосение на теле, а его друг R-13 — толстые, «негрские» губы (R-XIII римскими цифрами). Миллионы жителей города-государства свято верили, что, кроме них, на Земле больше нет людей. Опираясь на массы «дикарей», революционеры (самоназвание — «Мефи») хотят подорвать Зелёную Стену во многих местах и как бы бросить саму природу в бой на отвыкший от естественной среды город-государство. Но предварительно на «Дне Единогласия» (главный государственный праздник — перевыборы Благодетеля, на котором все единогласно голосуют «за» перевыбор, олицетворяя этим единение) I-330 и ещё достаточно много нумеров голосуют против. Поскольку такое случается впервые за последние века, среди не-Мефи начинается паника, однако Хранителям удаётся сохранить порядок. Герой видит, как его друг, поэт, уносит сбитую с ног и едва не затоптанную напуганной толпой I-330 на руках, что может указывать, что и он — с Мефи. (Однако на этом сюжетная линия «государственного поэта» R-13 обрывается.) Когда Хранители ходят по квартирам и арестовывают каждого подозрительного, Д-503 чуть было не становится жертвой собственного дневника, но Хранители читают только верхнюю страницу, где инженер успел написать несколько сумбурных предложений во славу Благодетеля.
Революционеры готовят неслыханный по дерзости план — захватить только что построенный «ИНТЕГРАЛ» и направить сопла его двигателей на город. Д-503, одержимый чувствами к I, активно содействует исполнению этого плана. Однако во время первого полёта, когда «ИНТЕГРАЛ» должен перейти в руки Мефи, на борту несколько скрывавшихся Хранителей заявляют, что власти в курсе коварного плана. Как только Мефи видят, что им не удастся застать силовиков врасплох, они отменяют операцию. Главный герой решает, что его лишь использовали. Однако позже он впервые посещает квартиру I и видит там множество розовых билетиков — как ему в начале показалось, только со своим нумером. Но, увидев ещё один, не запомнив даже цифры, лишь только букву «Ф», он в ярости выбегает из комнаты.
Между тем Единое Государство наносит ответный удар — отныне всё население должно подвергнуться «Великой Операции», психосоматической процедуре по удалению (при помощи X-лучей) мозгового «центра фантазии». Прошедшие операцию фактически становятся биологическими машинами, как после лоботомии. В свою очередь, Мефи взрывают Зелёную Стену и отключают невидимый купол силового поля. Шокированные широким вторжением дикой природы, множество нумеров впадают в массовый психоз, невообразимую эйфорию. Многие совокупляются, не опуская штор (в знак презрения к закону Сексуального Часа).
Благодаря помощи Д-503 и I-330, в обстановке всеобщего хаоса О-90, к тому моменту уже на поздней стадии беременности, удаётся убежать за Зелёную Стену. Дальнейшая её судьба неизвестна, I-330 говорит только, что она «уже там за стеною. Она будет жить», зная, что Д — отец ребёнка.
Обнаруживается и ещё один женский нумер, влюблённый в Д-503, но до поры скрывавший это. Это Ю, дежурная при входе в дом, где находится квартира Д. Ю также работает в сфере «детоводства». Она всегда вела себя с Д так, словно он — один из её воспитанников, пыталась предостеречь его, как ребёнка, от необдуманных поступков. Она любит его как бы неосознанно, но зато вполне осознанно (пусть и из лучших побуждений: чтобы уберечь от преступного пути) доносит на него Хранителям. Д, узнав о её поступке, в состоянии аффекта бросается на неё, но пожилая Ю не понимает, чем вызван его гнев. Она сбрасывает юнифу и предлагает ему своё тело. Впав в безумный смех, тот не в силах убить её и покидает свою квартиру.
Неожиданно сам Благодетель удостаивает Д-503 своей аудиенции. Впервые пообщавшись с Благодетелем, герой видит, что это достаточно пожилой и утомлённый жизнью, но в принципе не слишком примечательный нумер. Очевидно, что он — такой же раб системы Единого Государства, как и любой другой, пусть даже формально именно он возглавляет Государство. Как одного из ключевых строителей корабля героя щадят и ограничиваются картинным увещеванием. Одновременно с этим Благодетель наносит убийственный удар запутавшемуся Д, говоря, что для I-330 он не был возлюбленным, а использовался лишь в качестве строителя «ИНТЕГРАЛа».
С I-330 в последний раз он видится в своей комнате: она пришла узнать, о чём же они разговаривали с Благодетелем. Непонятно, что двигало ею в большей степени — чувства к Д или желание узнать. После встречи она уходит. Главного героя терзают страдания: он не понимает, что же ему делать дальше. В расстройстве чувств он бежит в Бюро Хранителей покаяться. Там он встречается с Хранителем S-4711 (S-MMMMDCCXI римскими цифрами), преследовавшим его на протяжении всех происходящих событий. Д-503 начинает весьма сумбурно рассказывать о том, что его гложет, но в ответ видит лишь улыбку. Он понимает, что S тоже заодно с революционерами, и спешно покидает Бюро. В своих метаниях среди общей паники он встречает нумера, который сделал открытие: вселенная не бесконечна. Это говорит нумер, сидящий на соседнем с Д унитазе в общественной уборной. Хватая из рук соседа листки бумаги, Д-503 делает свои последние записи в своём прежнем сознании. Однако затем всех, кто был рядом, загоняют в ближайший аудиториум с номером 112 (там он впервые испытал живые эмоции, слушая игру I-330 на рояле; римскими цифрами номер аудиториума — CXII). Их приковывают к столам и подвергают Великой Операции. Лишившись фантазии, Д-503 выполняет свой долг (чего, собственно, и хотел и на что не решался до Операции) — сообщает о революционерах, их планах и местонахождении, а также о своей когда-то так горячо любимой I-330.
Финал романа таков:

…Вечером в тот же день — за одним столом с Ним, с Благодетелем — я сидел (впервые) в знаменитой Газовой Комнате. Привели ту женщину. В моём присутствии она должна была дать свои показания. Эта женщина упорно молчала и улыбалась. Я заметил, что у ней острые и очень белые зубы и что это красиво.
Затем её ввели под Колокол. У неё стало очень белое лицо, а так как глаза у неё тёмные и большие — то это было очень красиво. Когда из-под Колокола стали выкачивать воздух — она откинула голову, полузакрыла глаза, губы стиснуты — это напомнило мне что-то. Она смотрела на меня, крепко вцепившись в ручки кресла, — смотрела, пока глаза совсем не закрылись. Тогда её вытащили, с помощью электродов быстро привели в себя и снова посадили под Колокол. Так повторялось три раза — и она всё-таки не сказала ни слова. Другие, приведённые вместе с этой женщиной, оказались честнее: многие из них стали говорить с первого же раза. Завтра они все взойдут по ступеням Машины Благодетеля.
Откладывать нельзя — потому что в западных кварталах — всё ещё хаос, рёв, трупы, звери и — к сожалению — значительное количество нумеров, изменивших разуму.

Но на поперечном, 40-м проспекте удалось сконструировать временную Стену из высоковольтных волн. И я надеюсь — мы победим. Больше: я уверен — мы победим. Потому что разум должен победить.

## История создания и публикации

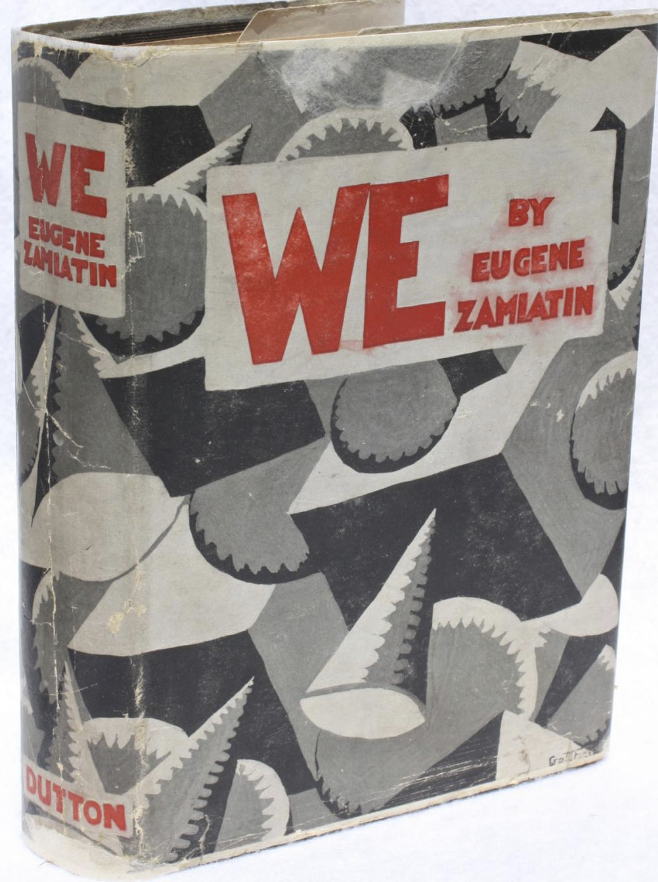
Первое отдельное издание романа

«Настоящая литература может быть только там, где её делают не исполнительные и благодушные чиновники, а безумцы, отшельники, еретики, мечтатели, бунтари, скептики» (статья «Я боюсь»). Это было писательское кредо Замятина. И роман «Мы», написанный в 1920 году, стал его художественным воплощением. Во время революции и Гражданской войны автор был близок к левым эсерам, и это отразилось на произведении — например, «четвёртая революция», за которую борются повстанцы, отчётливо перекликается с концепцией «третьей революции» анархистов и левых эсеров.
В Советской России роман не был опубликован: литературные критики восприняли его как злую карикатуру на социалистическое, коммунистическое общество будущего. К тому же роман содержал аллюзии на некоторые события Гражданской войны («война города против деревни»). В конце 1920-х годов на Замятина обрушилась кампания травли со стороны литературных властей. «Литературная газета» писала: «Е. Замятин должен понять ту простую мысль, что страна строящегося социализма может обойтись без такого писателя». После этого Замятин лишился возможности печататься и уехал из СССР.
Впервые роман был полностью опубликован на английском языке в 1924 году. На русском языке роман «Мы» впервые был издан пражским журналом «Воля России» ⁠ (номера 2–4 за 1927 год) — без ведома и согласия автора, в сокращённом варианте и в обратном переводе с чешского языка. Эмигрантское «Издательство имени Чехова» опубликовало полную русскую версию в 1952 году, а в СССР роман был напечатан только в 1988 году в журнале «Знамя».
В 2011 году впервые вышло научное издание романа на русском языке по единственному сохранившемуся авторскому экземпляру: машинописи с правкой жены — Л. Н. Замятиной (1930-е годы), который хранится в архиве университетской библиотеки в городе Олбани (США) в фонде писателя.

## Отзывы
- Александр Воронский осудил автора за «неподдельный страх перед социализмом».
- В. Б. Шкловский отметил сходство ряда деталей романа с пародийным рассказом Джерома Джерома «Новая утопия» и оценил роман как неудачное произведение: «Герои не только квадратны, но и думают главным образом о равности своих углов. <…> По-моему, мир, в который попали герои Замятина, не столько похож на мир неудачного социализма, сколько на мир, построенный по замятинскому методу… Весь быт… представляет собой развитие слова „проинтегрировать“». Он же назвал Замятина эпигоном Андрея Белого[7].
- Корней Чуковский в дневнике писал: «Роман Замятина „Мы“ мне ненавистен. Надо быть скопцом, чтобы не видеть, какие корни в нынешнем социализме. Всё язвительное, что Замятин говорит о будущем строе, бьёт по фурьеризму, который он ошибочно принимает за коммунизм. А фурьеризм „разносили“ гораздо талантливее, чем Замятин: в одной строке Достоевского больше ума и гнева, чем во всём романе Замятина»[8].
- Прочитав роман в 1970 году, Андрей Тарковский отмечал в своём дневнике: «Очень слабо и претенциозно. Этакая рваная, „динамическая“ проза якобы. Какая-то противненькая»[9].
- Александр Солженицын оценивал роман как «блестящую, сверкающую талантом вещь; среди фантастической литературы редкость тем, что люди — живые и судьба их очень волнует»[10][нет в источнике].
- Юрий Жуков (историк) называет отнесение романа «Мы» к «антисоветчине» откровенной ахинеей[11]. Он утверждает, что «Мы» — это ответ на утопию Гастева, опубликованную в 1919 году.

## Влияние
Ряд деталей изображённой в романе тоталитарной системы в дальнейшем использовался писателями самых разных стран: принудительная лоботомия инакомыслящих, зомбирующие население СМИ, вездесущие «жучки», синтетическая еда, отучение людей проявлять эмоции. Роман повлиял на творчество Джорджа Оруэлла (роман «1984»), Олдоса Хаксли (роман «О дивный новый мир») и Рэя Брэдбери (роман «451 градус по Фаренгейту»).
Курт Воннегут сказал, что при написании «Механического пианино» он «весело сплагиатил» сюжет романа «О дивный новый мир», сюжет которого был, в свою очередь, «весело сплагиачен» у Замятина. В романе Владимира Набокова «Приглашение на казнь» изображено антиутопическое общество, имеющее сходство с замятинским: Набоков читал «Мы» в период работы над «Приглашением на казнь».
Во многом похожа на «Мы» повесть «Гимн» (1938) Айн Рэнд.
В 2016 году в альбоме «1» альтернативной группы 901km выходит песня «Мы (Obey)», написанная по роману Евгения Замятина.
Студийный альбом 2022 года канадской группы Arcade Fire назван в честь романа: «We».

## Адаптации

### Экранизации
- «Мы» — фильм Войтеха Ясны 1982 года.
- Стеклянная крепость[англ.] — короткометражный фильм Алена Буре 2016 года.
- «Мы» — фильм Гамлета Дульяна 2024 года, премьера которого была отменена[18].

### Постановки в театре
- 2009 — «Мы», Большой театр кукол, Санкт-Петербург. Режиссёр Руслан Кудашов.
- 2018 — «Мы», Воронежский Камерный театр, танцевальный спектакль, постановка Ольги Васильевой.
- 2019 — «МЫ», Малый театр кукол, Санкт-Петербург. Режиссёр Александр Лялюшкин.
- 2020 — «МЫ», Театр Стаса Намина, Москва, авторский проект московского хореографа Кати Горячевой.
- 2021 — «МЫ», Театр-Театр, Пермь. Режиссёры Егор Дружинин и Дима Масленников.
- 2023 — «МЫ», Театр Старого Парка, село Кабардинка городского округа Геленджик, Краснодарский край. Режиссёр Эдуард Юрков[19].